# Borboropactus longidens
Borboropactus longidens es una especie de araña cangrejo del género Borboropactus, familia Thomisidae. Fue descrita científicamente por Tang & Li en 2010.

## Distribución
Esta especie se encuentra en China.